# Бран уа Маэл Дуйн
Бран уа Маэл Дуйн (Бран мак Дунхада; др.‑ирл. Bran ua Máele Dúin, Bran mac Dúnchada; погиб в 712) — король Уи Хеннселайг (Южного Лейнстера) в 709—712 годах.

## Биография
Бран был сыном Дунхада и внуком Маэл Дуйна. Он принадлежал к септу Сил Маэлуидир, основателем которого был его прадед Маэл Одар. Родовые земли Брана находились в низовьях реки Слейни.
Ни один из предков Брана уа Маэл Дуйна вплоть до жившего в начале VI века Эогана Кривого не владел престолом Уи Хеннселайг. Однако Брану удалось получить власть над этим небольшим королевством, располагавшимся в Южном Лейнстере. В списке королей Уи Хеннселайг, сохранившемся в «Лейнстерской книге», он наделён тремя годами правления, что должно относить его вступление на престол к 709 году. В этом историческом источнике он назван преемником некоего короля Колума, правившего тридцать девять лет. В действительности же, вероятно, непосредственным предшественником Брана был убитый в 709 году Кайрпре мак Ку Холайнн, упоминавшийся в качестве короля Уи Хеннселайг в документах Биррского синода 697 года.
В 709 году войско Брана уа Маэл Дуйна в сражении при Селге было разбито войском короля Лейнстера Келлаха Куаланна. В бою погибли два сына короля Келлаха, Фиахра и Фианнамайл. Место сражения до сих пор не идентифицировано: возможно, оно находилось в долине реки Имаал, к востоку от гор Уиклоу. Это может свидетельствовать о том, что войско Уи Хеннселайг само вторглось во владения Келлаха. В этом сражении в войске лейнстерского короля находился отряд «бриттов», которыми, предположительно, были жители острова Мэн.
Бран уа Маэл Дуйн погиб во время междоусобной войны в 712 году. Вместе с несколькими сыновьями он пал в сражении при Ат Байхете. После гибели короля Брана власть над Уи Хеннселайг получил его троюродный брат Ку Хонгелт мак Кон Мелла.
Единственный выживший сын Брана уа Маэл Дуйна, Кеннселах, также как и отец владел престолом Уи Хеннселайг.